# 齐梅拉
齐梅拉（義大利語：Zimella），是意大利威尼托大区维罗纳省的一个市镇。总面积20.08平方公里，人口4906人，人口密度244.3人/平方公里（2009年）。国家统计（ISTAT）代码为023098。